# Commandos 3: Kierunek Berlin
Commandos 3: Kierunek Berlin – komputerowa strategiczna gra czasu rzeczywistego osadzona w realiach II wojny światowej, wyprodukowana przez Pyro Studios i wydana w 2003 przez Eidos Interactive. Jest to trzecia część serii.
Gracz kieruje oddziałem komandosów wykonujących zadania specjalne. Do wykonania jest 12 misji w trzech kampaniach (Stalingrad, Europa Środkowa i Normandia) oraz dwie misje w samouczku.
W misjach gracz kieruje szóstką komandosów: zielonym beretem, snajperem, szpiegiem, saperem, złodziejem oraz nurkiem.